# Cor van Noorden
Cornelis Léon Marie (Cor) van Noorden (Maastricht, 3 november 1927 – ?, 15 mei 2014) was een Nederlands beeldhouwer.

## Leven en werk
Cor van Noorden studeerde aan de Middelbare Kunstnijverheidsschool in Maastricht (1947-1950), als leerling van Jan Balendong en Charles Vos, aan de Koninklijke Academie voor Schone Kunsten van Antwerpen (1950-1951), als leerling van Mark Macken, en aan de Jan van Eyck Academie in Maastricht (1951-1958), als leerling van Oscar Jespers en Fred Carasso. Van 1960 tot 1961 was hij assistent van Paul Grégoire, hoogleraar aan de Rijksakademie in Amsterdam.
Van Noorden was een steenbeeldhouwer, hij maakte onder meer reliëfs, kleinplastiek, grafmonumenten en vrijstaande sculpturen. Zijn eerste monumentale opdracht was een gedenkteken voor de bioloog Jac. P. Thijsse, dat de vorm van een vogelvoedertafel kreeg. Het monument werd in 1967 geplaatst in de tuin van het geboortehuis van Thijsse in Maastricht. Van Noorden werkte met liefst met 'petit granit de l'Ourthe', een Belgische kalksteen. Hij zei hierover: "Denk je eens in: als je petit granit bewerkt en je slaat een stuk weg, dan kom je in een gebied waar alleen 300.000.000 jaar geleden het oog van de Almacht op rustte. Plankton, sponsen, poliepen, schelpen en leven pulseerde er, dezelfde schelpen en dieren die nu nog leven. En hetzelfde oog rust er nog op. En de vrijgelegde plek werd nog door niemand beroerd, behalve door mij."
Exposities
Van Noorden exposeerde meerdere malen en nam onder meer in 1975 deel aan de expositie Beelden en tekeningen van Oscar Jespers en van beeldhouwers die bij hem gewerkt hebben, rond Van Noordens leermester Jespers en 21 van diens leerlingen in het Bonnefantenmuseum. In 1982-1983 had hij een duo-expositie met Piet Teraa in het Museum van Bommel van Dam in Venlo. Het werk van Van Noorden en dat van tien andere beeldhouwers, onder wie Ben Guntenaar, Gerard Höweler en Jan Meefout, was in 1986 te zien bij de expositie De druppel holt de steen uit in het Nijenhuis en het Provinciehuis in Zwolle.
Laatste jaren
Van Noorden raakte op latere leeftijd dement. Hij werd met Eddy Beugels, Geert Meyer en zes andere dementerende mensen twee jaar lang gevolgd voor het project Kus me nog eens wakker van Gerrit Molenaar en Bert Verhoeff. In het gelijknamig boek dat in 2011 naar aanleiding van het project verscheen zijn gedichten van Molenaar en foto's van Verhoeff opgenomen. Cor van Noorden overleed in 2014, op 86-jarige leeftijd.

## Werken (selectie)
- 1958: Judas, de gehangene, Koepelkerk in Maastricht. Gemaakt bij het afronden van de kunstacademie, later aangekocht door pater De Visser en geplaatst in de Koepelkerk.[9]
- 1959-1960: Momenten van Jezus' tocht in Getsemane, reliëfs tegen pilaren in de doorgang tussen de Getsemane- en Gerarduskapel, in de Koepelkerk in Maastricht
- 1959: Stierengevecht, bronzen reliëf, Landbouwhogeschool Wageningen
- 1964: Zeemeermin, Vergiliusstraat, Heerlen
- 1967: monument Jac. P. Thijsse, Kleine Weerd, Maastricht
- 1969: Wind, Erasmus Universiteit Rotterdam
- 1970: Diepzeelied, raadhuis in Swalmen
- 1971: Harpij of De Vogel, Sint Jozefstraat in Oost-Maarland
- 1971: Najade, Academisch Ziekenhuis Groningen
- 1972: Gebroken golf, gemeentehuis Opmeer
- 1973: De uitkomst, Instituut voor Algemene Psychologie van de Rijksuniversiteit Groningen
- 1973: Bezit, gemeentehuis Prinsenbeek
- 1978: Bijlslag, gewonde ziel, Julianapark, Venlo
- 1978: Icarus, Bisschop Eraclusplein in Eijsden
- 1978: Bijlslag, Joseph Partounsstraat, Eijsden
- 1979: Stijgend Element, Joseph Partounsstraat in Eijsden
- 1980: Bloesem van het niets, Bat / Mariaplein, Eijsden
- 1982: Scherpzinnige steen aan het Kerkplein in Mesch
- 1984: Split de split, collectie Bonnefantenmuseum
- 1987: De kracht van het aambeeld aan de Molenstraat in Haaksbergen

## Galerij

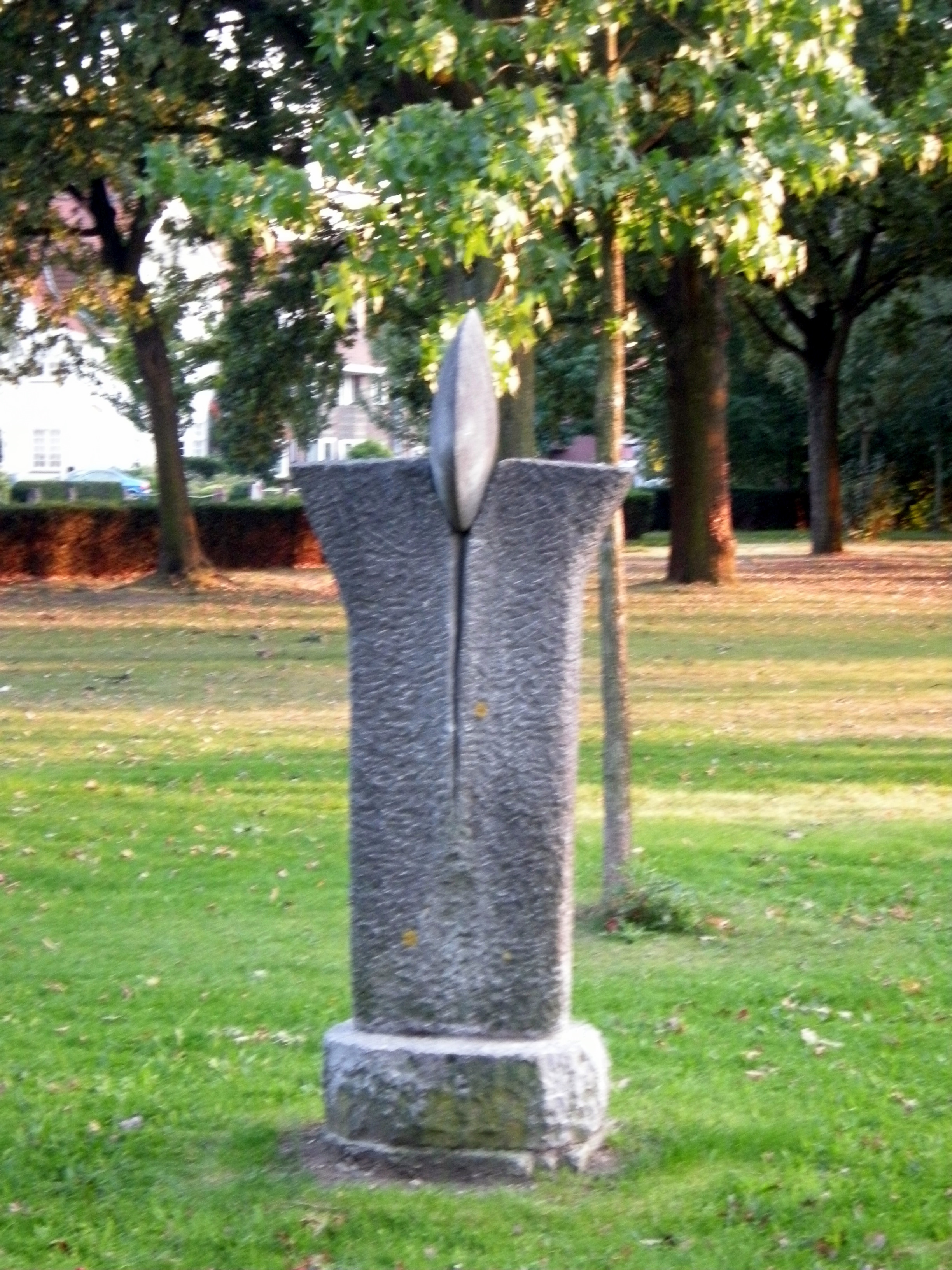
Bijlslag, gewonde ziel (1978)
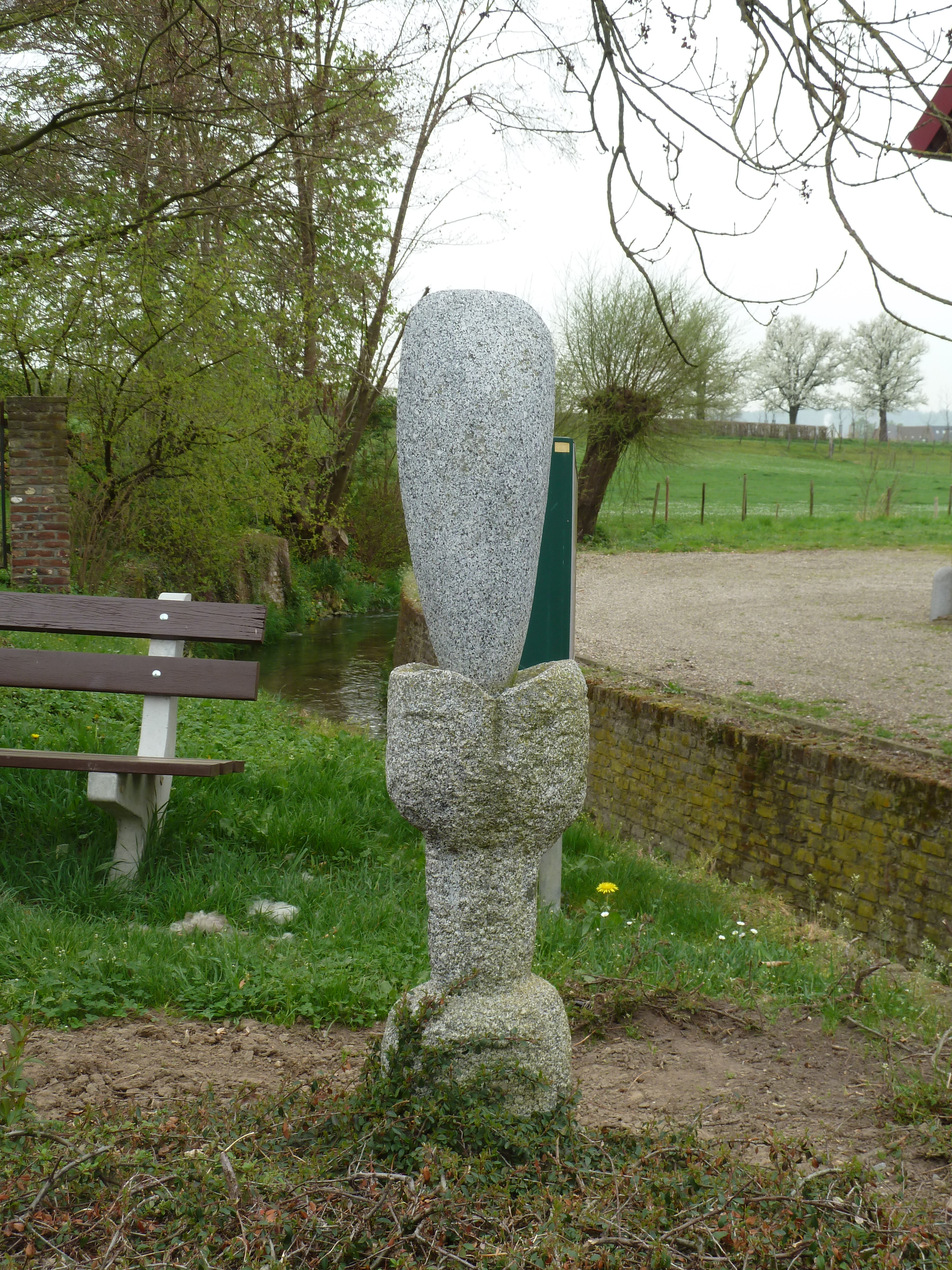
Scherpzinnige steen (1982)

- Nederlandse Thesaurus van Auteursnamen: 397095759
- RKD-Nederlands Instituut voor Kunstgeschiedenis: 59856
- Union List of Artist Names: 500058173
- Virtual International Authority File: 268384803
- WorldCat: E39PBJxGXc7mJWXCkQBVr6gkDq